# IB Berufliche Schulen Reutlingen
Die IB Beruflichen Schulen sind Berufsbildende Schulen in Reutlingen. Sie gehören zum Internationalen Bund (IB).
Die IB Berufliche Schulen Reutlingen ist in zwei Standorte gegliedert. Es gibt den Standort Bildungscampus Carlo-Schmid-Haus (Berufsfachschule / VAB) und den Standort Bildungscampus für Medien, Wirtschaft & Fremdsprachen.

## Bildungsgänge
Die Fachhochschulreife kann im zweijährigen Kaufmännischen Berufskolleg für Fremdsprachen sowie im einjährigen Kaufmännischen Berufskolleg I/II und im zweijährigen Berufskolleg für Technische Dokumentation/Medien & Design erworben werden.
Zum Hauptschulabschluss führt das einjährige Vorqualifizierungsjahr Arbeit und Beruf (VAB).
Es kann im ein- bis zweijährigen Vorqualifizierungsjahr Arbeit und Beruf das Sprachzertifikat auf dem Niveau A2 und B1 mit dem Schwerpunkt Erwerb von Deutschkenntnissen (VABO) erworben werden.

## Pädagogisches Konzept
Die Schule ist zertifiziert als „Grenzenlos Schule“. Damit rückt die Schule das Thema Nachhaltigkeit, den Schutz der Umwelt durch globales und verantwortliches Handeln in den Fokus fächerübergreifender Bildung. Die Schüler und Lehrkräfte sind dem gemeinsamen Ziel verpflichtet, auch für die nachfolgenden Generationen eine lebenswerte Welt zu erhalten.
Die Anerkennung als Schule ohne Rassismus – Schule mit Courage legt die Basis für ein gemeinschaftliches und respektvolles Miteinander.
Die Schule bietet Zusatzprogramme wie Experten- und Fachvorträge zu aktuellen Themen, Seminare, Workshops, Ausstellungen, Arbeitsgruppen und Theaterbesuche, Exkursionen bspw. zu den Filmstudios in München und Köln und Klassenfahrten nach Berlin, Prag oder Amsterdam. Die Fremdsprachenklassen fahren nach Spanien, um ihre Spanischkenntnisse auszuprobieren und zu verbessern.
Das Kooperationsprogramm „Schule trifft Wissenschaft“ bildet die Basis für eine enge Zusammenarbeit mit den Hochschulen in Reutlingen und Tübingen.
Darüber hinaus bietet die Schule gezielte Prüfungsvorbereitung im Prüfungscamp und insbesondere im Fach Mathematik qualifizierten Nachhilfeunterricht am Nachmittag. Regelmäßige Lerncoachinggespräche unterstützen die Schüler in allen schulischen Belangen aktiv.